# Orquestració

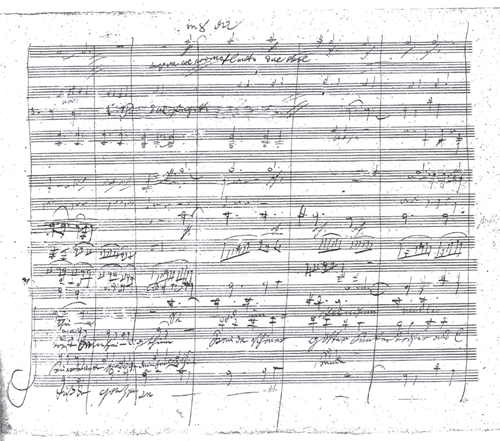
Pàgina manuscrita de la 9a. simfonia de Beethoven

L'orquestració és l'estudi o la pràctica d'escriure música per a orquestra (o de manera més àmplia, per a qualsevol conjunt instrumental) o bé, l'adaptació per a orquestra de música composta per a un altre medi.
L'adaptació es pot fer bàsicament de dues maneres: Transcrivint amb la màxima fidelitat possible el fragment original o bé arranjant-lo lliurement per tal d'adaptar-lo el nou medi orquestral. Malgrat això, els termes transcripció i arranjament s'utilitzen habitualment de manera indistinta.
El terme orquestració s'aplica, en sentit estricte, només a l'orquestra, mentre que si l'adaptació és per a qualsevol altre conjunt musical es parla d'instrumentació. En aquest sentit, la instrumentació inclou l'orquestració.
Contràriament al que acabem de dir, en els estudis acadèmics d'orquestració el terme instrumentació també es pot referir a la consideració de les característiques pròpies de cada un dels instruments en particular, més que a l'art de combinar-los entre ells.
En la música comercial, la música per a pel·lícules o per al teatre musical, sovint es recorre a orquestradors independents per a completar la feina del compositor, per tal d'agilitzar el procés de composició i poder complir amb els terminis estrictes què exigeix la indústria audiovisual.
Una de les obres orquestrals que tradicionalment han estat considerades com a exemples de brillant orquestració és la versió orquestral que Maurice Ravel va fer dels Quadres d'una exposició de Modest Mússorgski

## Tractats d'orquestració amb rellevància històrica
- Michael Praetorius (1619): Syntagma musicum volum dos, De Organographia.
- Valentin Roeser (1764): Essai de l'instruction à l'usage de ceux, qui composent pour la clarinette et le cor.
- Hector Berlioz (1844): Grand traité d'instrumentation et d'orchestration modernes.
- François-Auguste Gevaert (1863): Traité general d'instrumentation.
- Charles-Marie Widor (1904) : Technique de l'orchestre moderne (Manual pràctic d'instrumentació).
- Nikolai Rimski-Kórsakov (1912): Основы оркестровки (Principis d'orquestració).
- Charles Koechlin (1954–9): Traité de l'Orchestration (4 vols).
- Walter Piston (1955): Orchestration.